# Lethoxyela vulgata
Lethoxyela vulgata  (лат.) — ископаемый вид пилильщиков рода Lethoxyela из семейства Xyelidae. Обнаружен в раннемеловых отложениях Китая (провинция Ляонин, Huangbanjigou, Shangyuan Town, Yixian Formation, барремский ярус, около 125 млн лет). Длина тела 9,8 мм, длина переднего крыла 7,2 мм.
Вид Lethoxyela vulgata был впервые описан в 2000 году китайскими энтомологами Х. Чжаном и Ж. Чжаном (H. C. Zhang, J. F. Zhang, Китай) вместе с видами Angaridyela endemica, A. robusta, A. suspecta, Ceratoxyela decorosa, Heteroxyela ignota, Isoxyela rudis, Lethoxyela excurva, L. antiqua, Sinoxyela viriosa.
Включён в состав рода Lethoxyela Zhang and Zhang 2000 и трибы Angaridyelini (Macroxyelinae) вместе с видом Lethoxyela excurva.